# Jan I van Albret
Jan I van Albret (circa 1425 - 3 januari 1468) was burggraaf van Tartas. Hij behoorde tot het huis Albret.

## Levensloop
Jan I was de oudste zoon van Karel II van Albret uit diens huwelijk met Anna, dochter van graaf Bernard VII van Armagnac.
Hij was burggraaf van Tartas en tevens erfgenaam van de heerlijkheid Albret en het graafschap Dreux. Aangezien hij voor zijn vader overleed, zou hij deze laatste twee gebieden nooit erven.
Jan was gehuwd met Catharina (1425-1471), dochter van burggraaf Alain IX van Rohan. Ze kregen drie kinderen:
- Alain (overleden in 1522), heer van Albret
- Maria, huwde in 1480 met Bonfile del Guidice, graaf van Castres
- Louise (overleden in 1494), huwde in 1480 met heer Jacob van Estouteville en minnares van hertog Jan II van Bourbon